# L'Acteur en retard
Pour plus de détails, voir Fiche technique et Distribution.
L'Acteur en retard est un film muet de Georges Méliès sorti en 1908.

## Fiche technique
Sauf indication contraire, les informations mentionnées dans cette section peuvent être confirmées par la base de données cinématographiques IMDb,  présente dans la section « Liens externes ».
- Titre original :  L’Acteur en retard
- Titre anglais : Why That Actor Was Late
- Réalisation : Georges Méliès
- Société(s) de production : Star-film
- Société(s) de distribution : Star-film
- Pays de production :  France
- Format : 1,33:1 - 35 mm - Muet
- Métrage : 179 m
- Durée : 5 minutes

## Distribution
- Henri Vilbert : l'acteur
- Émile Gajean : un machiniste
- Gallois : un machiniste